# Hamm-Bossendorf
Hamm-Bossendorf ist ein kleiner Ortsteil der Stadt Haltern am See in Nordrhein-Westfalen. Hamm-Bossendorf gehört damit zum Kreis Recklinghausen. Die Einwohnerzahl von Hamm-Bossendorf hat in den letzten Jahren durch ein großes Neubaugebiet, das den Charakter des Stadtteils stark verändert hat, sehr zugenommen.

## Geographische Lage
Der Ort liegt am nördlichen Rand des Ruhrgebietes im Lippetal nördlich der Haard. Er zieht sich ohne zentralen Platz am Ufer des Wesel-Datteln-Kanals entlang.

## Geschichte
Scherbenfunde lassen auf eine Besiedlung im 9. Jahrhundert und früher schließen. Bossendorf wurde 1188 als Teil der Pfarre Flaesheim erstmals urkundlich erwähnt. Zu dieser Zeit hieß Bossendorf (damals noch inklusive der heutigen Bauerschaft Bergbossendorf) Bosnippe, später Boßnip. Hamm (heute Hämmken) wurde unter dem Namen Hamma schon 1122 urkundlich erwähnt. Hamm und Bossendorf wurden dann im Jahre 1647 zu einem Pfarrbezirk vereinigt. Das heute zu Marl gehörende Sickingmühle gehörte ebenfalls zu diesem.
Die durch die französischen Landesherren (1811–1813) gegründete Bürgermeisterei Dorsten (Mairie), ab 1844 Amt Marl, umfasste auch die Gemeinde Hamm mit dem Dorf Hamm (1895: 570 Einwohner) und den Bauerschaften Bossendorf (136), Herne (170) und Sickingmühle (166). Bedingt durch die Industrialisierung und die Nähe zu den Großarbeitgebern Chemische Werke Hüls und Zeche Auguste Victoria im Norden der jungen Stadt Marl breitete sich das Marler Siedlungsgebiet jedoch über die Grenzen der Hammer Gemarkung zunächst zum Süden des Sickingmühler Gebietes (Waldsiedlungen) und weiter um das alte Sickingmühle bis auf Herner Gebiet aus, sodass Hamm und Bossendorf insgesamt gerade einmal auf 1319 Einwohner auf 10,23 km² angewachsen waren, während Sickingmühle und Herne auf zusammen 11.122 Einwohner auf 10,91 km² angewachsen waren. Folgerichtig wurde bei der Auflösung der Gemeinde Hamm im Zuge der Gebietsreform, die mit dem Ruhrgebiet-Gesetz am 1. Januar 1975 in Kraft trat, der nunmehr dicht besiedelte Westen nach Marl eingemeindet (jetziger Stadtteil Marl-Hamm), während die nach wie vor dörflichen Gemeindeteile Hamm, Bossendorf und Puppendahl im Osten an die Stadt Haltern gingen und nunmehr den Ortsteil Hamm-Bossendorf bilden.

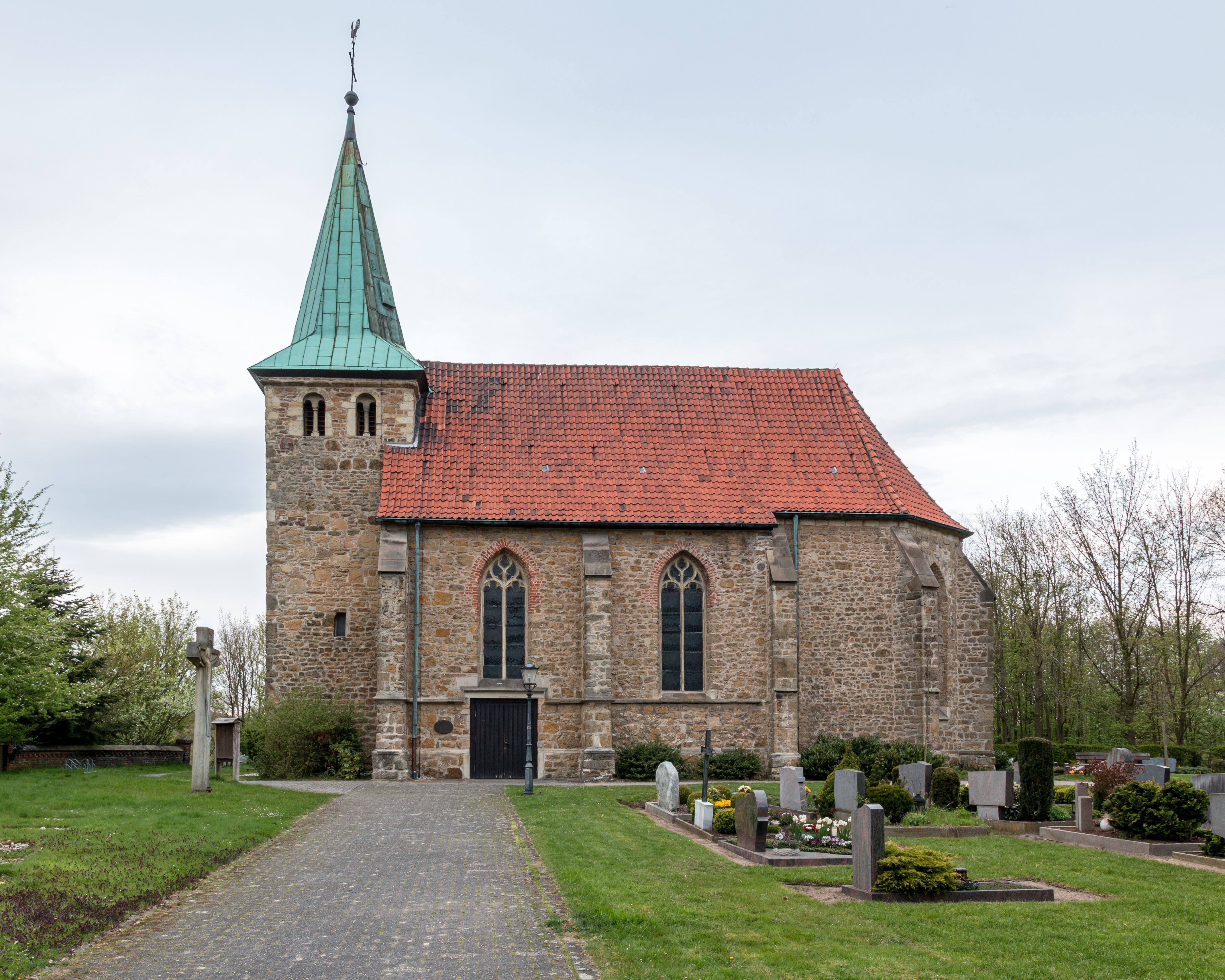
Heilig-Kreuz-Kirche

Während des Ruhraufstandes wurden bereits am  1. April 1920 Kämpfer gegen den Kapp-Putsch in der Haard erschossen und verscharrt. Die originale Gedenktafel und ein Fragment eines in der NS-Zeit zerstörten Denkmals befinden sich heute als Dauerleihgabe im Ruhr Museum in Essen.

## Religion und Kirche

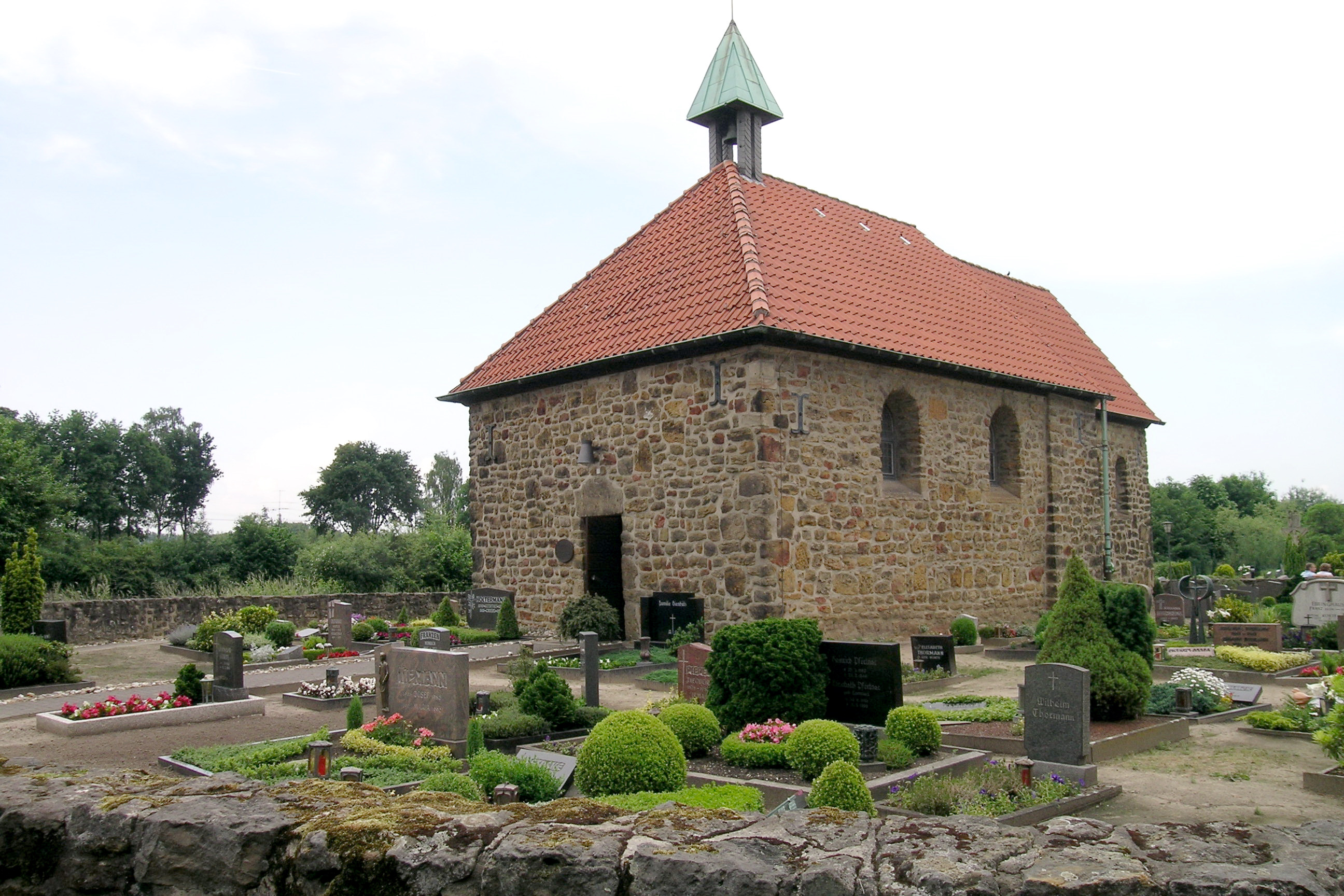
Katharinenkapelle, ältestes Bauwerk im Vest

Hamm-Bossendorf ist, wie auch Haltern, katholisch geprägt. Die katholische Gemeinde in Hamm-Bossendorf bildete bis zum Jahr 2011 eine Pfarreiengemeinschaft mit Hullern und Flaesheim. Obwohl die Bauerschaft Herne nicht, wie Hamm (Hämmken) und Bossendorf bei der Gebietsreform zu Haltern wechselte, gehörte ein Großteil der Bauerschaft zu der Pfarrgemeinde Heilig Kreuz. Seit dem Fest Kreuztracht am 18. September 2011 sind sämtliche katholischen Kirchengemeinden Halterns zur Gemeinde St.Sixtus fusioniert.
Der Sportverein führt jedes Jahr einen Tag des Sports durch, welcher einen Gottesdienst beinhaltet. Aus verwandtschaftlichen Gründen war mehrere Jahre lang der inzwischen emeritierte Bischof von Limburg, Franz Kamphaus, in der Regel einmal im Jahr zu Gast in der Gemeinde, in der er dann jeweils auch eine Messe hielt.

## Wirtschaft und Infrastruktur

### Verkehr
Über das Fernstraßennetz ist Hamm-Bossendorf durch die A 43 am Autobahnkreuz Marl-Nord zu erreichen. Die A 52 von Düsseldorf über Essen endet (ab dem vorgenannten Autobahnkreuz als Landesstraße L 612) in diesem Kreuz, kurz vor Bossendorf.
Busverbindungen der Vestischen führen nach Marl, Datteln und zum Bahnhof Haltern.
| Linie | Verlauf | Takt (Mo–Fr)                                                                           |
| ----- | --- | -------------------------------------------------------------------------------------- |
| 227   | Dorsten-Hervest Dorfstr. – Alt-Marl Riegestr. – Brassert – Marl Mitte – Drewer − Hüls – Marl-Hamm – Marl-Sickingmühle – Hamm-Bossendorf – Haltern am See Kärntner Platz – Haltern am See Bf | 60 min (Dorsten–Alt-Marl) 30 min (Alt-Marl–Sickingmühle) 60 min (Sickingmühle–Haltern) |
| TB277 | Taxibus: Haltern am See Bf – Haltern am See Kärntner Platz – Hamm-Bossendorf – Westfälische Klinik – Marl-Sinsen – Marl-Sinsen Bf                                                           | 60 min                                                                                 |
| 288   | Haltern am See Bf – Haltern am See Kärntner Platz – Hamm-Bossendorf – Örter Pütt – Flaesheim – Ahsen – Bauerschaft Klostern – Datteln Bus Bf                                                | 60 min                                                                                 |

### Wirtschaft
In Hamm-Bossendorf selbst sind wenige Unternehmen angesiedelt, jedoch grenzt es an ein zu Haltern gehörendes Gewerbegebiet. Durch die gute Verkehrsanbindung pendeln viele Einwohner zu ihren Arbeitsstätten.

### Kinderbetreuung
- katholischer Kindergarten

## Sehenswürdigkeiten
- Kirche Heilig Kreuz (Kirchweihe am 10. Oktober 1298)

- romanische Kapelle St. Katharina (nach örtlicher Überlieferung vom heiligen Liudger gegründet) – der älteste Steinbau im Kreis Recklinghausen.

## Freizeit

### Sport
Der örtliche Sportverein SV Bossendorf 1955 e. V. (ehemals DJK SV Bossendorf 1955 e. V.) bietet Fußball, Laufen und Cheerleading. Jährlich findet ein von diesem Verein organisierter Volkslauf statt, der heutzutage nicht mehr stattfindet. Der Verein verfügt über je einen Rasen- und Kunstrasenplatz.

### Christliche Jugendarbeit
Christliche Jugendarbeit wird aufgrund des Mangels an Aktiven zurzeit nicht in Hamm-Bossendorf angeboten.

### Bürger- und Schützenverein Alt Hamm-Bossendorf
Der Bürger- und Schützenverein Alt Hamm-Bossendorf ist ein traditioneller Verein zur Pflege des Brauchtums. Er betreibt Jugendarbeit und hat eine Schießgruppe. Alle zwei Jahre feiert der Verein sein traditionelles Schützenfest.

### Katholische Arbeitnehmer-Bewegung (KAB)
Die KAB Heilig-Kreuz veranstaltet jeden zweiten Donnerstag im Monat ein Männerfrühstück im Pfarrsaal Heilig Kreuz. Zudem bietet der sozialpolitisch engagierte Verein viele Aktivitäten im sozialen und kirchlichen Bereich.